# Championnat du pays de Galles de football 1992-1993
Navigation
Édition suivante
La 1re édition du championnat du pays de Galles de football est remportée par le Cwmbran Town Football Club. C’est son 1er titre de champion. Cwmbran l’emporte avec 4 points d’avance sur le UWIC Inter Cardiff Football Club. Le Aberystwyth Town Football Club complète le podium.
Un système de promotion/relégation est mis en place : descente et montée automatique pour les deux derniers de première division et les deux premiers de deuxième division : Llanidloes Town et Abergavenny Thursdays descendent en deuxième division. Ils sont remplacés pour la saison 1993-1994 par Ton Pentre et TNS Llansantffraid.

## Les clubs de l'édition 1992-1993
| \| Abergavenny Aberystwyth Town Afan Lido Bangor City Briton Ferry Caersws FC Connah's Quay Nomads Conwy United Inter Cardiff Cwmbran Town Ebbw Vale FC Flint Town United Haverfordwest County Holywell Town Llanelli AFC Llanidloes Town Maesteg Park Mold Alexandra Newtown AFC Porthmadog FC Welshpool Town \| Localisation des clubs engagés dans le championnat. |
| Abergavenny Aberystwyth Town Afan Lido Bangor City Briton Ferry Caersws FC Connah's Quay Nomads Conwy United Inter Cardiff Cwmbran Town Ebbw Vale FC Flint Town United Haverfordwest County Holywell Town Llanelli AFC Llanidloes Town Maesteg Park Mold Alexandra Newtown AFC Porthmadog FC Welshpool Town                                                           |

| Club                                   | Stade              | Capacité | Ville         |
| -------------------------------------- | ------------------ | -------- | ------------- |
| Abergavenny Thursdays Football Club    | -                  | -        | Abergavenny   |
| Aberystwyth Town Football Club         | Park Avenue Ground | 2100     | Aberystwyth   |
| Afan Lido Football Club                | -                  | -        | Aberavon      |
| Bangor City Football Club              | Farrar Road        | 1500     | Bangor        |
| Briton Ferry Athletic Football Club    | -                  | -        | Briton Ferry  |
| Caersws Football Club                  | -                  | -        | Caersws       |
| UWIC Inter Cardiff Football Club       | -                  | -        | Cardiff       |
| Connah's Quay Nomads Football Club     | Halfway Ground     | 3000     | Connah's Quay |
| Conwy United Football Club             | -                  | -        | Conwy         |
| Cwmbran Town Football Club             | -                  | -        | Cwmbran       |
| Ebbw Vale Association Football Club    | -                  | -        | Ebbw Vale     |
| Flint Town United Football Club        | -                  | -        | Flint         |
| Haverfordwest County Football Club     | Newbridge Meadow   | 2000     | Haverfordwest |
| Holywell Football Club                 | -                  | -        | Holywell      |
| Llanelli Association Football Club     | Stebonheath Park   | 3700     | Llanelli      |
| Llanidloes Town Football Club          | -                  | -        | Llanidloes    |
| Maesteg Park Association Football Club | -                  | -        | Maesteg       |
| Mold Alexandra Football Club           | -                  | -        | Mold          |
| Newtown Association Football Club      | Latham Park        | 4300     | Newtown       |
| Porthmadog Football Club               | Y Traeth           | 4000     | Porthmadog    |
| Welshpool Town Football Club           | Maes Y Dre         | 3000     | Welshpool     |

## Compétition

### Classement
Le classement est établi sur le barème de points classique (victoire à 3 points, match nul à 1, défaite à 0).
| Rang | Équipe                | Pts | J  | G  | N  | P  | Bp | Bc | Diff |
| ---- | --------------------- | --- | -- | -- | -- | -- | -- | -- | ---- |
| 1    | Cwmbran Town          | 87  | 38 | 26 | 9  | 3  | 69 | 22 | +47  |
| 2    | Inter Cardiff         | 83  | 38 | 26 | 5  | 7  | 79 | 36 | +43  |
| 3    | Aberystwyth Town      | 78  | 38 | 25 | 3  | 10 | 85 | 48 | +37  |
| 4    | Ebbw Vale             | 66  | 38 | 19 | 9  | 10 | 76 | 61 | +15  |
| 5    | Bangor City           | 64  | 38 | 19 | 7  | 12 | 77 | 58 | +19  |
| 6    | Holywell Town         | 59  | 38 | 17 | 8  | 13 | 65 | 48 | +17  |
| 7    | Conwy United          | 57  | 38 | 16 | 9  | 13 | 51 | 51 | 0    |
| 8    | Connah's Quay Nomads  | 55  | 38 | 14 | 7  | 17 | 66 | 67 | -1   |
| 9    | Porthmadog FC         | 53  | 38 | 14 | 11 | 13 | 61 | 49 | +12  |
| 10   | Haverfordwest County  | 53  | 38 | 16 | 5  | 17 | 66 | 65 | +1   |
| 11   | Caersws FC            | 52  | 38 | 14 | 10 | 14 | 63 | 60 | +3   |
| 12   | Afan Lido             | 52  | 38 | 14 | 10 | 14 | 64 | 65 | -1   |
| 13   | Mold Alexandra        | 48  | 38 | 16 | 3  | 19 | 63 | 69 | -6   |
| 14   | Llanelli AFC          | 41  | 38 | 11 | 8  | 19 | 48 | 64 | -16  |
| 15   | Maesteg Park          | 40  | 38 | 9  | 13 | 16 | 52 | 59 | -7   |
| 16   | Flint Town United     | 39  | 38 | 11 | 6  | 21 | 47 | 67 | -20  |
| 17   | Briton Ferry Athletic | 39  | 38 | 10 | 9  | 19 | 61 | 87 | -26  |
| 18   | Newtown AFC           | 36  | 38 | 9  | 9  | 20 | 55 | 87 | -32  |
| 19   | Llanidloes Town       | 30  | 38 | 7  | 9  | 22 | 48 | 93 | -45  |
| 20   | Abergavenny Thursdays | 28  | 38 | 7  | 7  | 24 | 36 | 76 | -40  |

| Légende : Qualifications et relégations | Légende : Qualifications et relégations                                                       |
| --------------------------------------- | --------------------------------------------------------------------------------------------- |
|                                         | Ligue des champions 1993-1994                                                                 |
|                                         | Coupe UEFA 1993-1994                                                                          |
|                                         | Relégation en deuxième division                                                               |
|                                         | (T) : Tenant du titre (C) : Vainqueurs de la Coupe du pays de Galles de football (P) : Promus |

## Bilan de la saison
| Tableau d'Honneur                         |              |
| Compétition                               | Vainqueur    |
| Championnat du pays de Galles de football | Cwmbran Town |
| Coupe du pays de Galles de football       | Cardiff City |

| Promotions et relégations |                                       |
| Promus                    | Ton Pentre TNS Llansantffraid         |
| Relégués                  | Llanidloes Town Abergavenny Thursdays |